# Regiony Norwegii

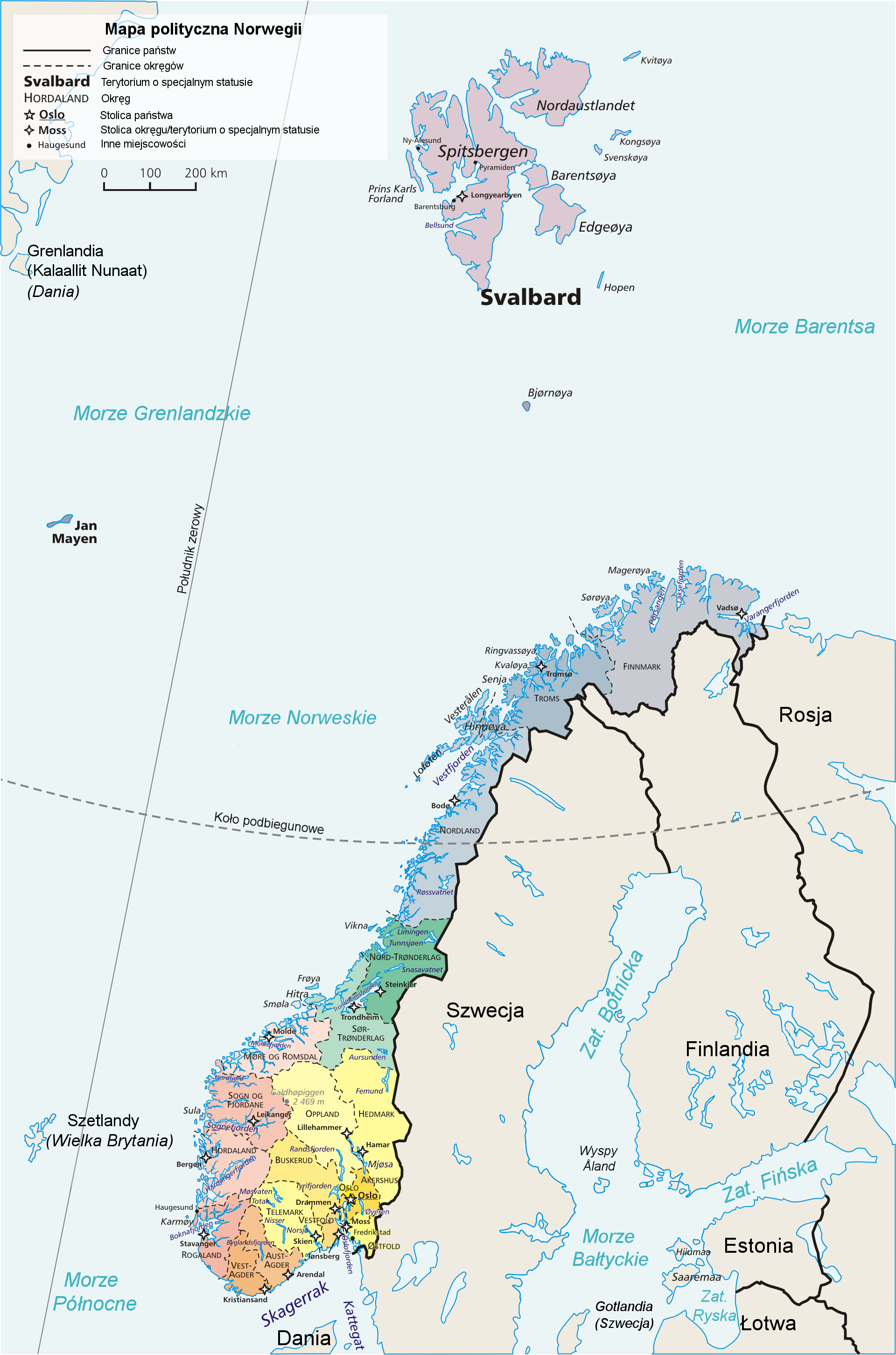
Mapa administracyjna Norwegii

Norwegia dzieli się na pięć regionów (norw. landsdel, l. mn. landsdeler), których granice wytyczone zostały według różnic geograficzno-kulturowych, pokrywając się jednocześnie z granicami okręgów.
Poniższa tabela przedstawia regiony i wchodzące w ich skład okręgi:
| Mapa | Nazwa (bokmål) | Nazwa (nynorsk) | Okręgi                                                                   |
| ---- | -------------- | --------------- | ------------------------------------------------------------------------ |
|      | Nord-Norge     | Nord-Noreg      | - Troms - Finnmark - Nordland                                            |
|      | Trøndelag      | Trøndelag       | - Trøndelag                                                              |
|      | Vestlandet     | Vestlandet      | - Møre og Romsdal - Vestland - Rogaland                                  |
|      | Sørlandet      | Sørlandet       | - Agder                                                                  |
|      | Østlandet      | Austlandet      | - Innlandet - Oslo - Vestfold - Telemark - Akershus - Buskerud - Østfold |